# 줄임표
줄임표(줄임標, 영어: ellipsis)는 종종 문장에서 할 말을 줄이고 싶을 때, 말이 없음을 나타내고 싶을 때, 문장이나 글의 일부를 생략하고 싶을 때, 머뭇거림을 표현하고 싶을 때 쓰는 문장 부호이다. 속칭으로 점점점(點點點, 영어: dot-dot-dot)으로도 널리 불린다.

## 한국어
한국어에서 줄임표를 쓸 때 가운데에 점을 여섯 개 찍는 것이 과거 맞춤법 규정이였는데, 규정과 현실에 차이가 있음을 고려하여 2015년 1월 1일부터 가운데 세 점, 아래 여섯 점, 아래 세 점을 찍는 것을 허용하기로 결정했다. 줄임표는 앞말에 붙여 써야한다. 다만, 문장이나 글의 일부를 생략하기 위해 썼을 때는 앞뒤를 모두 띄어쓴다.

## 수학
줄임표는 수학에서도 사용하는데 ‘그 다음은’을 뜻한다. 목록으로 나타낼 때 다음과 같이 반점 사이에 줄임표를 사용한다.
{\displaystyle 1,2,3,\ldots ,100\,.}
연산자로 값을 연산할 때 두 연산자 사이에 말줄임표를 넣으면 그 값을 계속하게 한다.
{\displaystyle 1+2+3+\cdots +100\,}
문자 형식은 1부터 100까지의 자연수의 합을 뜻한다. 하지만 수학 기호로 형식을 정의하지 않는다.
{\displaystyle 1+2+3+\cdots +100\ =\sum _{n=1}^{100}n}
{\displaystyle 1\times 2\times 3\times \cdots \times 100\ =\prod _{n=1}^{100}n=100!}
일반적으로 점은 패턴이 명확할 때 사용해야 하지만 무리수에서 수를 생략할 때 사용하기도 한다.
{\displaystyle \pi =3.14159265\ldots }
가끔 형식 완전성을 보여줄 때도 유용하다.
{\displaystyle 1+4+9+\cdots +n^{2}+\cdots +400\,.}
다른 예는 코사인 함수의 근을 설정한다.
{\displaystyle \left\{\pm {\frac {\pi }{2}},\pm {\frac {3\pi }{2}},\pm {\frac {5\pi }{2}},\ldots \right\}\,.}
표기법 설정에서 많은 관련된 줄임표의 사용이 있다.
크기-n 행렬 식별자와 같이 행렬에서도 사용한다.
{\displaystyle I_{n}={\begin{bmatrix}1&0&\cdots &0\\0&1&\cdots &0\\\vdots &\vdots &\ddots &\vdots \\0&0&\cdots &1\end{bmatrix}}.}

## 유니코드
| 명칭                                               | 문자 | 유니코드 | UTF-8          | HTML 엔티티 명칭 (숫자 문자 참조) | 용도      |
| -------------------------------------------------- | ---- | -------- | -------------- | --------------------------------- | --------- |
| Horizontal ellipsis                                | …    | U+2026   | 0xE2 0x80 0xA6 | &hellip;                          | 일반      |
| Laotian ellipsis                                   | ຯ    | U+0EAF   | 0xE0 0xBA 0xAF | &#x0EAF;                          | 일반      |
| Mongolian ellipsis                                 | ᠁    | U+1801   | 0xE1 0xA0 0x81 | &#x1801;                          | 일반      |
| Thai ellipsis                                      | ฯ    | U+0E2F   | 0xE0 0xB8 0xAF | &#x0E2F;                          | 일반      |
| Vertical ellipsis                                  | ⋮    | U+22EE   | 0xE2 0x8B 0xAE | &vellip;                          | 수학      |
| Midline horizontal ellipsis                        | ⋯    | U+22EF   | 0xE2 0x8B 0xAF | &#x22EF;                          | 수학      |
| Up-right diagonal ellipsis                         | ⋰    | U+22F0   | 0xE2 0x8B 0xB0 | &#x22F0;                          | 수학      |
| Down-right diagonal ellipsis                       | ⋱    | U+22F1   | 0xE2 0x8B 0xB1 | &#x22F1;                          | 수학      |
| Presentation form for vertical horizontal ellipsis | ︙   | U+FE19   | 0xEF 0xB8 0x99 | &#xFE19;                          | 수직 형태 |

## 같이 보기
- 코드 폴딩
- 유동닉